# Маркграфство Майсен
Маркграфство Майсен (на немски: Markgrafschaft Meißen) е средновековно княжество в днешна Саксония през 965 – 1423 г.

## История
Маркграфството Майсен е образувано през 965 г. от император Ото I Велики и преминава към Курфюрство Саксония през 1423 г.

## Маркграфове
| Име                         | Владетелство | Бележки                                  |
| --------------------------- | ------------ | ---------------------------------------- |
| Вигберт                     | 965 – 976    |                                          |
| Титмар I                    | 976 – 979    | (също маркграф на Мерзебург)             |
| Гунтер                      | 981 – 982    | (също маркграф на Мерзебург)             |
| Рикдаг II                   | 978 – 985    | (от 982 също маркграф на Мерзебург)      |
| Екехард I от Майсен         | 0985 – 1002  | син на Гунтер                            |
| Гунзелин от Кукенбург       | 1002 – 1009  | брат на Екехард I                        |
| Херман I                    | 1009 – 1038  | син на Екехард I и племенник на Гунзелин |
| Екехард II от Майсен        | 1038 – 1046  | брат на Херман I                         |
| Вилхелм от Ваймар-Орламюнде | 1046 – 1062  |                                          |
| Ото I от Ваймар-Орламюнде   | 1062 – 1067  |                                          |
| Екберт I                    | 1067 – 1068  |                                          |
| Екберт II                   | 1068 – 1089  |                                          |
| Вратислав II                | 1076 – 1089  |                                          |
| Хайнрих I                   | 1089 – 1103  |                                          |
| Хайнрих II                  | 1103 – 1123  |                                          |
| Випрехт II                  | 1123 – 1124  |                                          |
| Херман II (Винценбург)      | 1124 – 1129  | (от фамилията на графовете на Формбах)   |
| Конрад Велики               | 1129 – 1157  |                                          |
| Ото Богатия                 | 1157 – 1190  |                                          |
| Албрехт I Гордия            | 1190 – 1195  |                                          |
| Дитрих                      | 1198 – 1221  |                                          |

## Маркграфове на Майсен и ландграфове на Тюрингия
| Име                  | Владетелство | Бележки |
| -------------------- | ------------ | ------- |
| Хайнрих III          | 1218 – 1288  |         |
| Албрехт II           | 1288 – 1291  |         |
| Фридрих I            | 1291 – 1323  |         |
| Фридрих II Сериозния | 1323 – 1349  |         |
| Фридрих III Строгия  | 1349 – 1381  |         |
| Вилхелм I Едноокия   | 1382 – 1407  |         |
| Вилхелм II Богатия   | 1407 – 1425  |         |
| Георг                | 1380 – 1401  |         |

От 1425 г. маркграфовете на Майсен стават курфюрстове на Саксония.

## Маркграфове на Майсен и херцози на Саксония (шефове на род Ветини)
От 1921 г. шефът на род Ветини се нарича маркграф на Майсен.
| Име                                 | Период           | Бележки                                                                                              |
| ----------------------------------- | ---------------- | --- |
| Фридрих Аугуст III от Саксония      | 1918/1921 – 1932 | като крал на Саксония абдикация 1918                                                                 |
| Фридрих Христиан от Саксония        | 1932 – 1968      | шеф на рода въпреки Sekundogenitur (втори по рождение), понеже Кронпринц Георг като свещеник напуска |
| Мария Емануел маркграф на Майсен    | от 1968          | живее на Женевското езеро                                                                            |
| Александер принц на Саксония-Гесафе | номиниран        | осиновен син на Мария Емануел от 1999                                                                |